# ポケモンカー

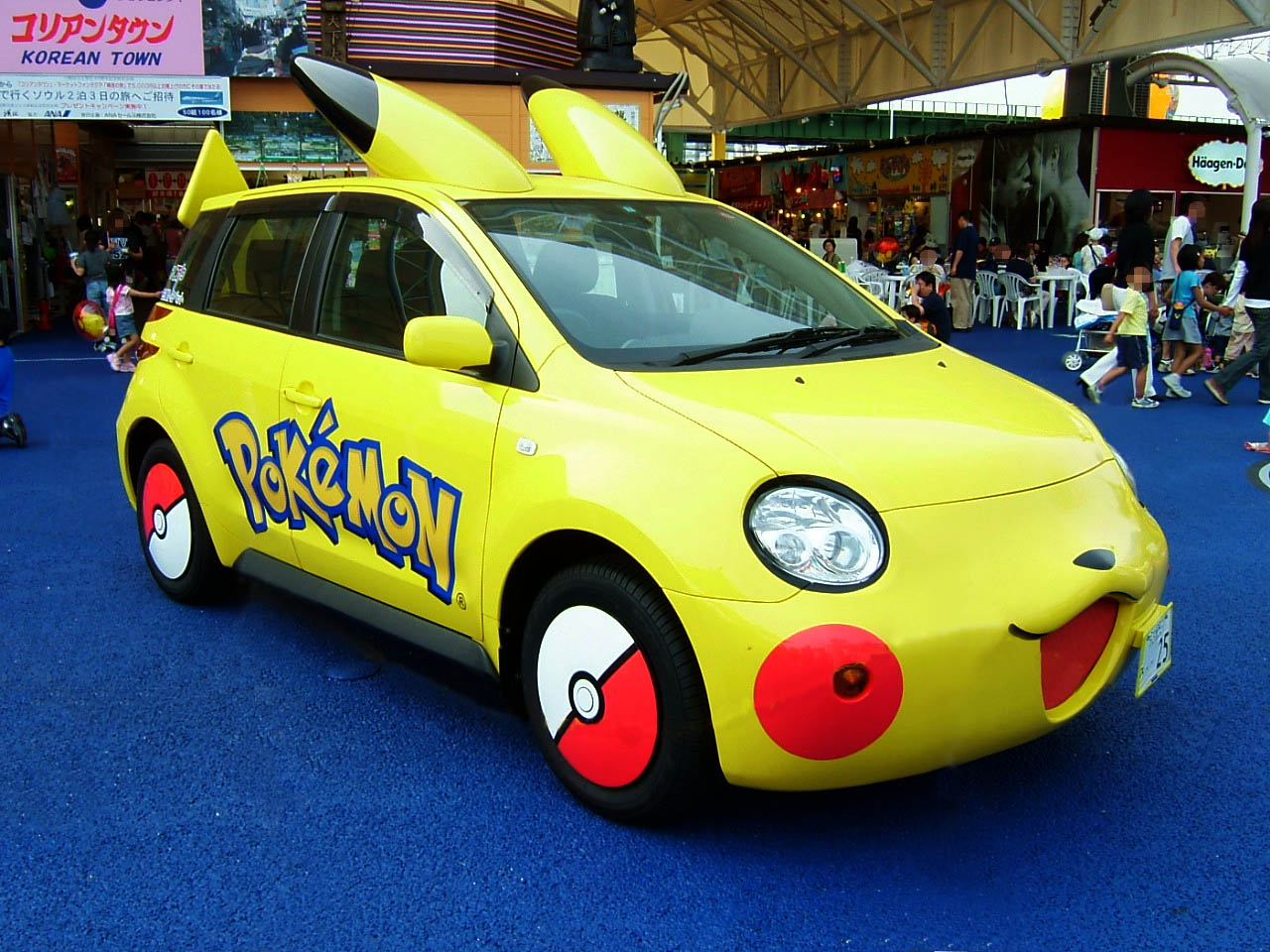
ポケモンカーの一種「ピカチュウカー」(愛・地球博・デ・ラ・ファンタジア内ポケパークにて)

ポケモンカー (Pokémon Car) は、『ポケットモンスター』に登場するポケモンたちをモチーフに作成された実在する改造車の総称である。
トミカなどで発売された模型を含めると架空のものもあるが、2015年現在ではピカチュウをモチーフにした「ピカチュウカー」など8車種が実在する。

## 概要
実在する8車種全てをトヨタ自動車およびその子会社が製作・発表している。車体はベース車をポケモンの特徴に類似させるべく、FRP（強化プラスチック）製のバンパーや別パーツが装着されている。第1号は2005年に名古屋トヨペットが発表したピカチュウカーである。個人所有車ではないので一般道を走行している光景を目にする機会はほとんどない。
主に展示車として扱われ、各種イベントなどに登場する。もちろん全車とも公道走行許可は得ており、普通に走行することに支障はなく運転方法も一般車と同じである。きちんとナンバープレートも取得している。
それぞれ1台ずつのみのワンオフで製作されており大量生産はされていない。無論一般人への発売もされていない。
ピカチュウカーは愛・地球博・デ・ラ・ファンタジア内のポケパークに登場した。
また、ニュアンスは違うが以前テレビ東京系列 (TXN) で放送されていた『週刊ポケモン放送局』においてKABA.ちゃんらが走りまわした「週刊ポケモン放送局」ラッピング仕様のオープンカー（ロールス・ロイス・コーニッシュコンバーチブル）も存在していた。現在も存在しているかは定かではないが、実在していたことは確かなのでこれが「ポケモンカー」の第1弾ともいえる。

## 種類
以下の車種は「フォッコカー」を除き全てトミカで模型化され、発売されていた（ただし、通常シリーズで販売したのは初代ピカチュウカーのみ。後の車種は独立シリーズで販売）。
詳しくはトミカの節を参照。
- 初代ピカチュウカー（初代istタイプ）（2005年発表）
  - キャラクター「ピカチュウ」をモチーフにしている。
- 2代目ピカチュウカー（初代ラクティスタイプ）
  - ベース車種を変更しつつ、初代の面影を残すように製作された。
- 3代目ピカチュウカー（初代ポルテタイプ）
- プラスルカー
  - キャラクター「プラスル」をモチーフにしている。ベース車種は初代ポルテ。
- マイナンカー
  - キャラクター「マイナン」をモチーフにしている。ベース車種は初代ポルテ。
- ナエトルカー
  - キャラクター「ナエトル」をモチーフにしている。ベース車種は初代ポルテ。
- ヒコザルカー
  - キャラクター「ヒコザル」をモチーフにしている。ベース車種は初代ラクティス。
- ポッチャマカー
  - キャラクター「ポッチャマ」をモチーフにしている。ベース車種は初代ラクティス。
- ミジュマルカー
  - キャラクター「ミジュマル」をモチーフにしている。ベース車種は初代ポルテ。
- フォッコカー
  - キャラクター「フォッコ」をモチーフにしている。ベース車種は2代目ラクティス。

### 背景
「ナエトルカー」・「ヒコザルカー」・「ポッチャマカー」の3台はテレビ東京系のバラエティ番組『ポケモン☆サンデー』で企画されたものである。
2007年4月22日放送分でTIMによって企画・発案から完成の模様が放送され、同年11月25日放送分ではロバートの3人がお台場を運転し番組を宣伝した。その際に車体左側に番組ロゴが大きくラッピングされた。
同日、ラッピングバージョンのトミカが数量・販売場所限定で発売された。

## トミカ
前述の通り、ポケモンカーとして実車化されたもののうち「フォッコカー」を除く全てがトミカにより模型（ミニカー）化され発売されている。その他架空の車種も販売され、トミカのレギュラーシリーズ（通常の160種）にもラインナップされている。

### レギュラーシリーズ
- No.38 ポケモンバス（1999年1月 - 2011年2月発売）
  - ポケモンのキャラクターたちがラッピングされた大型バス。ベース車種はいすゞ・スーパークルーザーで『ポケットモンスター 赤・緑』シリーズのいわゆる「初代」のキャラクターたちが描かれており、屋根部のロゴもアニメ版の1997年放送開始時の仕様になっている。
  - 劇場版第一作『劇場版ポケットモンスター ミュウツーの逆襲』の宣伝に際して運行されたバスのモデルとされているが、実在するか否かは不明。
- No.103 ピカチュウカー（2005年7月発売）
  - 初代のistタイプ。2005年度のトミカで1位の売上であったという（2位はホンダ・VFR）[1]。
- ドリームトミカNo.143 ピカチュウカー
- ドリームトミカNo.145 ミジュマルカー
  - 3代目のポルテタイプ。後述の2台セットが先行発売され、2013年初頭からレギュラー品にラインナップされた。

### ポケモントミカ
ポケモンカーの専用シリーズ。外箱も通常の「赤と白」ではなく「黄色と白」を基調としている。番号は「P-○○」。
タイヤも、より実車に近づけるため「モンスターボール」のホイールになっている。
- No.P-01 ピカチュウカー
  - 2代目のラクティスタイプ。
- No.P-02 プラスルカー
- No.P-03 マイナンカー
- No.P-04 ナエトルカー
- No.P-05 ヒコザルカー
- No.P-06 ポッチャマカー

### 限定品
- ピカチュウカー（2005年）
  - ポケパーク内で販売されたもの。
- 「ポケモン☆サンデー」オリジナルナエトルカー、ヒコザルカー、ポッチャマカー（2007年11月25日 - ）
  - 数量限定・販売場所限定で発売された。車体左側に番組のロゴが入っている。また商品外箱は白黒仕様、番組のロゴ入り。それ以外は通常品と同様。
  - 全国のポケモンセンターとテレビ東京通信販売サイトのみで販売。前者では販売開始後すぐに完売し、現在では後者でのみ購入可能。
- 「Pokemon with you」ワゴン（2012年）
  - 東日本大震災で被災した子供たちに遊び場を提供するために岩手・宮城・福島3県を巡回する実車（トヨタ・ハイエース）をベースにしたもの。全国のポケモンセンターとセブン-イレブン限定で発売された。
- ピカチュウカー&ミジュマルカー（2012年）
  - 2012年7月22日分放送の『ポケモンスマッシュ』でミジュマルカーと3代目ピカチュウカー（ポルテベース）の製品化が発表された。2012年9月に発売。なお、このセットは同年に行われたトミカ博で先行販売された。

### その他
1990年代に「ポケモンジェットセット」が何種類か販売された。
また、2003年には『劇場版ポケットモンスター アドバンスジェネレーション 七夜の願い星 ジラーチ』公開に関連して、映画内に登場する車をトミカにした「ムービーセット」が販売された。

## 類似事項
- ポケモントレイン
毎年夏に開催される「JR東日本ポケモンスタンプラリー」において山手線にポケモンラッピング車両が2000年・2002年・2005年〜2010年に登場した[2]。
車体はもちろん、車内の中吊り広告・液晶モニターのCMまで全てがポケモン関連という徹底ぶり。鉄道ファン・ポケモンファンをはじめとして利用者に人気を博しており、ホームに入ってくると多くの人がカメラで撮影した。なお、2011年〜2014年は、ポケモンとのタイアップ商品を販売する「ガリガリ君」（赤城乳業）のラッピング列車が事実上これを代行した。
また、2006年〜2016年・2019年は東京モノレールでも運転され、九州新幹線でも同様の車両が運行された。現在では名古屋鉄道で同様の車両が運行されている。
2012年から、「POKÉMON with YOU トレイン」として大船渡線を同様の車両で運行されている。
- ポケモンジェット
全日空によるポケモンラッピング旅客機。2016年4月15日で全機退役した。定期的に運行され、一般の人も搭乗可能。ジャンボ旅客機のため迫力も十分であった。
夏休みは飛行機で旅行する家族も多く、特に人気があった。機内ではポケモングッズの販売や配布、ポケモン映画の短編か機内限定アニメが上映されることがあった。
ただし他の旅客機と共通運用のため、実際に目にするのは難しかった。